# Tripleville
Tripleville ist eine Ortschaft und eine ehemalige französische Gemeinde mit 166 Einwohnern (Stand: 1. Januar 2022) im Département Loir-et-Cher in der Region Centre-Val de Loire. Sie gehörte zum Arrondissement Blois und zum Kanton La Beauce.
Tripleville wurde mit Wirkung vom 1. Januar 2016 mit den früheren Gemeinden La Colombe, Membrolles, Ouzouer-le-Marché, Prénouvellon, Semerville und Verdes zur Commune nouvelle Beauce la Romaine zusammengeschlossen und übt in der neuen Gemeinde den Status einer Commune déléguée aus.

## Lage
Tripleville liegt etwa 35 Kilometer westnordwestlich von Orléans an der Aigre.

## Demografische Entwicklung
| Jahr                       | 1962 | 1968 | 1975 | 1982 | 1990 | 1999 | 2007 | 2013 |
| -------------------------- | ---- | ---- | ---- | ---- | ---- | ---- | ---- | ---- |
| Einwohner                  | 206  | 177  | 145  | 135  | 126  | 130  | 137  | 165  |
| Quellen: Cassini und INSEE |      |      |      |      |      |      |      |      |

## Sehenswürdigkeiten
- Kirche Saint-Martin
- Megalithanlagen von Tripleville:
Dolmen de la Charogne
Dolmen de la Moissonnière
Dolmen de la Rousselière
Dolmen de la Route de Binas
Dolmen du Bourg Neuf
Dolmen von La Mouise-Martin, seit 1979 Monument historique
Dolmen von La Nivardière, seit 1889 Monument historique
Dolmen von Le Val d’Avril, seit 1889 Monument historique